# Augustin Thierry
Jacques-Nicolas-Augustin Thierry (Blois, 10 maggio 1795 – Parigi, 22 maggio 1856) è stato uno storico francese.

## Biografia

### La formazione
Nato a Blois da una famiglia cattolica, per i primissimi anni fu educato dal padre, uomo di ampia erudizione, per passare poi nel 1804 al collegio della città natale e sette anni dopo a Parigi, dove frequentò l'École Normale. Nel prestigioso istituto educativo parigino venne a contatto con le più insigni personalità accademiche, e dimostrò interesse e inclinazione per le discipline di natura letteraria. Per una breve parentesi, nel 1813, fu insegnante a Compiègne, l'anno successivo tornò nella capitale francese e lì conobbe Henri de Saint-Simon, ne divenne segretario e collaboratore ed ebbe con lui un rapporto di reciproco influsso intellettuale.

### La produzione saggistica

#### La collaborazione con Saint-Simon

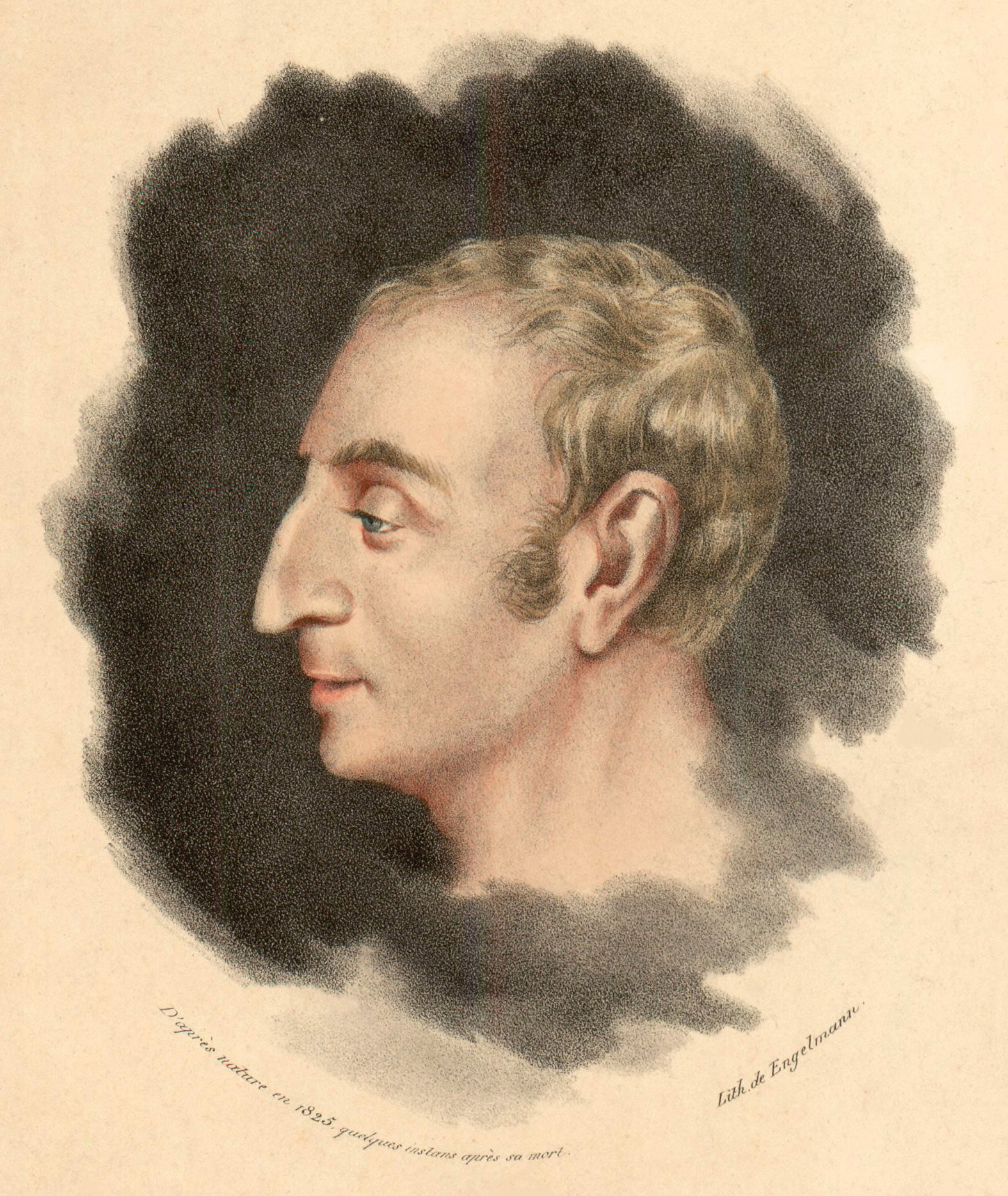
Saint-Simon

Assieme al filosofo, nel 1814 Thierry scrisse De la réorganisation de la société européenne, in cui si trova il primo germoglio di un'idea di riorganizzazione sociale, con la pianificazione di un nuovo e solido ordine della società fondato su basi scientifiche attraverso l'adozione di una “filosofia positiva” in grado di ricomporre le ferite che avevano portato alla Rivoluzione francese. Il sodalizio culturale con Saint-Simon procedette con la pubblicazione comune di Opinion sur les mésures à prendre contre la coalition (1815), e due anni dopo fu pubblicato il lavoro Des nations et de leurs rapports mutuels; ce qu'il sont aujourd'hui; et quels principes de conduite en derivent (in cui emergeva l'ingegno dello storico di Thierry). Il 1817 vide l'interruzione dei rapporti fra i due intellettuali. Mentre Saint-Simon proseguiva su un terreno di ricerca politico-sociale che lo avrebbe portato alla produzione di Catéchisme des industriels del 1823 e a Nouveau christianisme, (pubblicato nel 1825 dopo la sua morte), Thierry scelse una sfera di indagine storica più vicina alla realtà effettuale dedicandosi a studi critici. Per concretizzare questo suo nuovo campo di analisi, Thierry si volse a Charles Comte e Charles Dunoyer che dirigevano il Censeur européen, giornale con cui cominciò a collaborare.

#### La ricerca storica
Nella rivista Censeur européen, orientata in senso liberista, Thierry trovò maggiore affinità di pensiero; tra gli altri articoli di carattere filosofico e politico che vi pubblicò, Vue des révolutions d'Angleterre rivelò il suo interesse per la storia, che sviluppò scrivendo saggi storici per i giornali Courrier français e Revue des Deux Mondes, successivamente riuniti nel volume Lettres sur l'Histoire de France. L'entourage del Courrier lo mise in collegamento con la cerchia del marchese de La Fayette con il quale, nel biennio 1821-22, prese parte alla vita politica francese, divenendo un polo d'attrazione per molti intellettuali europei e ricevendo in casa propria fra gli altri Guizot, Cousin, Thiers e Manzoni.

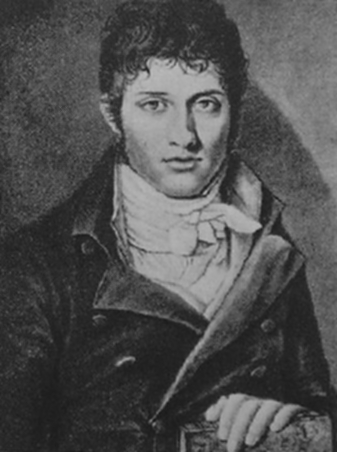
Claude Fauriel

Thierry proseguì attivamente nella sua ricerca storica. Influenzato dal romanziere scozzese Walter Scott e dallo storico Claude Fauriel, si concentrò sulle invasioni germaniche, sulla conquista Normanna dell'Isola Britannica, sul nascere dei comuni e sul percorso delle nazioni verso la conquista di istituzioni parlamentari. Da Fauriel apprese l'importanza per uno storico di attingere alle fonti originali, e perciò consultò le cronache latine e anglosassoni.
La pubblicazione nell'aprile del 1825 dei quattro volumi dell'Histoire de la conquête d'Angleterre gli procurò grande successo assieme a una parziale cecità dovuta allo sforzo per la compilazione dell'opera; perciò trascorse un periodo di riposo a Montpellier, dietro l'invito di Fauriel. Ritornato a Parigi, progettò assieme al fratello l'ambiziosa Histoire de France basata sullo studio delle fonti originali, lavoro che però non fu in grado di completare a causa della insorta cecità completa e della paralisi agli arti. In una situazione precaria per le condizioni economiche e di salute, venne soccorso da un gruppo di generosi assistenti – fra i quali Armand Carrel – e fu sostenuto dalla concessione, nel 1827, di una pensione da parte di Carlo X, avendo così modo di trasferirsi nel sud della Francia, a Carqueiranne près d'Hyères.

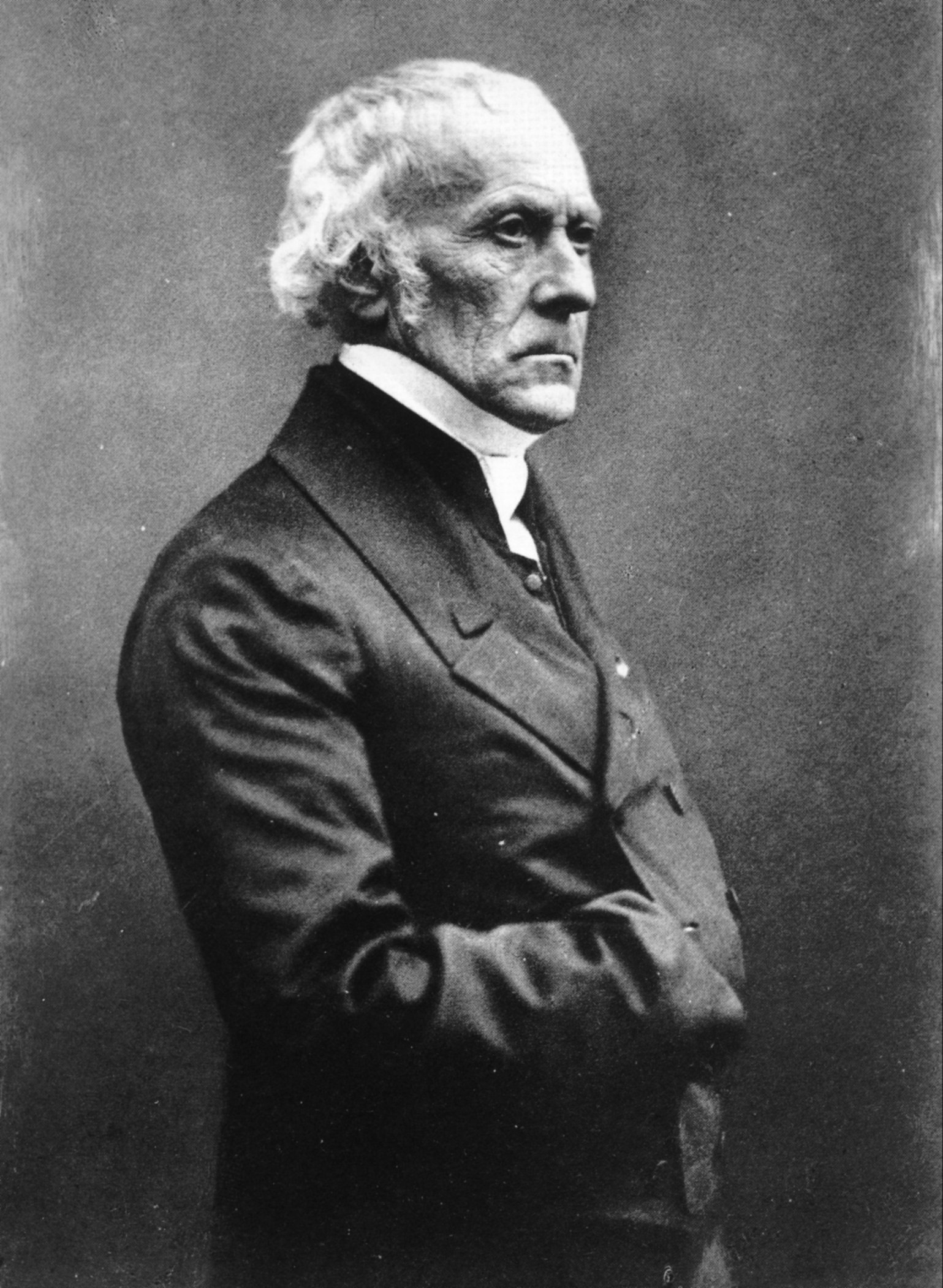
François Guizot

Le condizioni in cui versava non gli impedirono di continuare a lavorare, e nell'ottobre del 1828 si dedicò alla terza edizione dell'Histoire de la conquête d'Angleterre, pubblicata due anni dopo. In quegli anni non trascurò nemmeno di seguire le vicende politiche, salutando con entusiasmo la Rivoluzione di luglio che favorì l'ascesa la potere di diversi suoi amici. Divenne membro dell'Académie des inscriptions et belles-lettres e l'anno successivo si spostò a Vesoul, presso il fratello Amedeo elevato alla carica di prefetto dell'Haute-Saône, e lì conobbe la sensibile scrittrice Julie de Querengal con cui si sposò nel 1831 e che ebbe a fianco fino alla sua morte.
Nel 1833, la Revue des Deux Mondes incominciò la pubblicazione a puntate di Récits mérovingiens, in cui Thierry, ispirandosi a Walter Scott, descrisse con forza narrativa un quadro dell'Alto Medioevo, attribuendo alle invasioni barbariche il punto iniziale del conflitto fra capitale e lavoro. L'opera fu dedicata da Thierry al duca d'Orléans, e probabilmente a seguito di questo omaggio nel 1835 lo storico venne richiamato nella capitale francese, alla direzione della Bibliothèque du Palais-Royal. Il ministro Guizot, sua vecchia conoscenza, lo incaricò di coordinare e pubblicare le ricerche del materiale sulla storia del Terzo Stato per la Collection de documents inédits sur l'histoire del France. Nonostante un valido gruppo di ricercatori e collaboratori, la ricerca incompiuta vide solamente la pubblicazione, nel 1853, della parte introduttiva, Essai sur l'histoire de la formation et du progrès du Tiers-état. Thierry era logorato dalle infermità e duramente provato dalla morte di Julie de Querengal, avvenuta nel 1844; così quell'anno accettò l'invito della principessa di Belgioioso a trasferirsi presso l'abitazione parigina dell'aristocratica italiana, dove lo storico visse fino alla morte, avvenuta il 22 maggio 1856.

## La visione storiografica

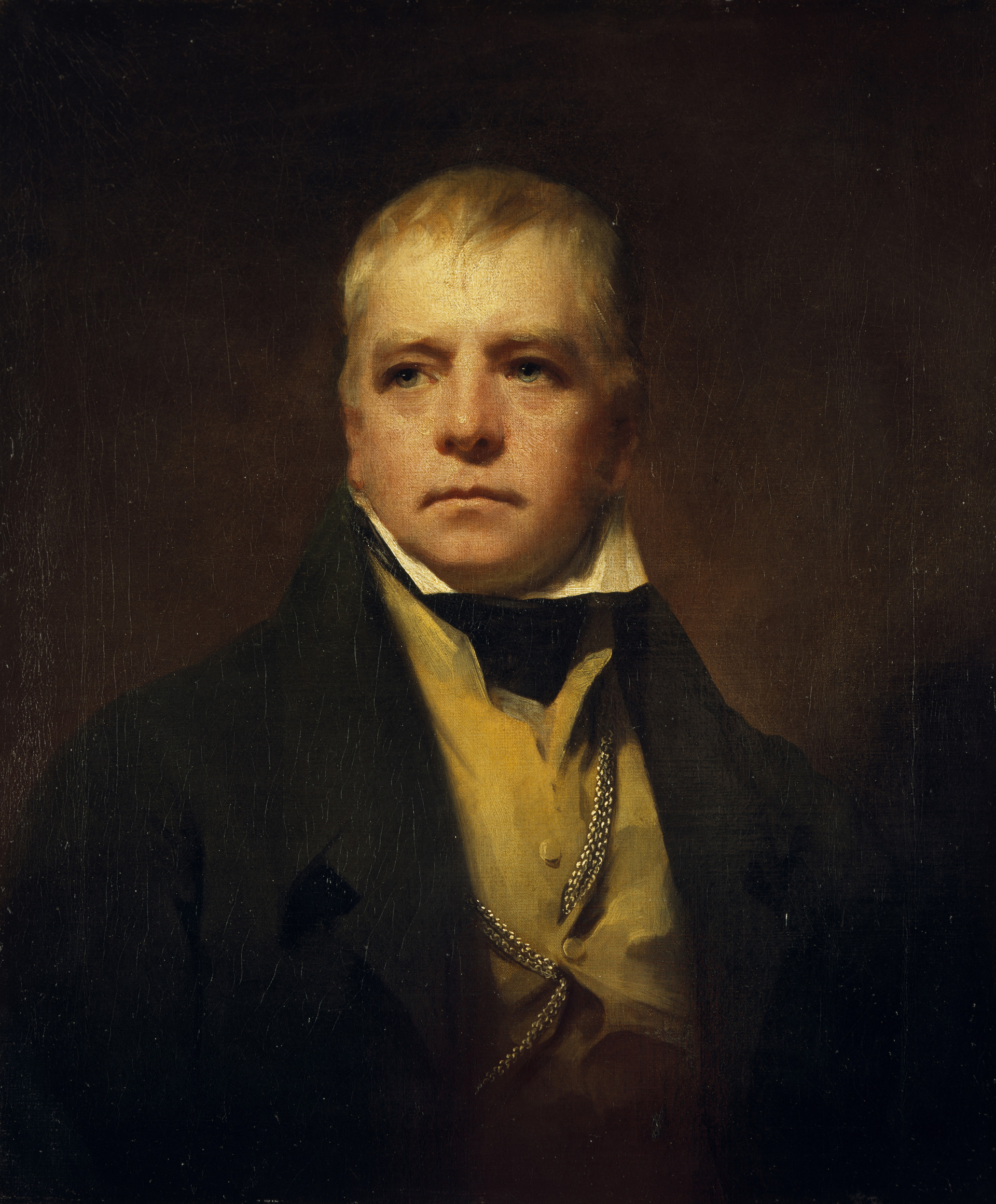
Sir Walter Scott (1822)

La Rivoluzione francese consentì il trasferimento di moltissimo materiale storico da archivi privati a biblioteche pubbliche, sottraendo ai collegi religiosi il monopolio dell'insegnamento della Storia che in seguito sarebbe stato impartito nelle scuole pubbliche e nelle università, e dando impulso alla ricerca storiografica che avrebbe visto il fiorire di schiere di studiosi.
In questa cornice si inserisce la figura di Thierry, appassionato frequentatore di archivi e cresciuto sotto l'influsso di due grandi figure: Walter Scott e François-René de Chateaubriand. Ai primi due Thierry riconobbe apertamente il debito di riconoscenza: di Scott diceva che «C'è più “storia”, nel vero senso della parola, nei suoi romanzi sulla Scozia e sull'Inghilterra, che nelle compilazioni filosoficamente false che sono ancora le depositarie di quel grande nome.» E del secondo: «Niente mi aveva dato l'idea di quei terribili Franchi di Chateaubriand (...) Man mano che ai miei occhi spariva il contrasto così drammatico del guerriero selvaggio e del soldato civilizzato, ero scosso sempre più vivacemente: l'impressione che fece su di me il canto di guerra dei Franchi fu come una scossa elettrica.» Affiancando questi due maestri della letteratura mondiale a storici contemporanei (Jules Michelet fra i più autorevoli), Thierry si incaricò di radunare anche i fatti più minuti e di ricostruire il quadro d'insieme, ricorrendo talvolta alla narrazione come nel caso di Récits mérovingiens, un testo che contiene termini come “lotta di classe” e concetti quali “divisione fra i conquistatori e le popolazioni sottomesse” e che ispirò il pensiero rivoluzionario di Karl Marx.

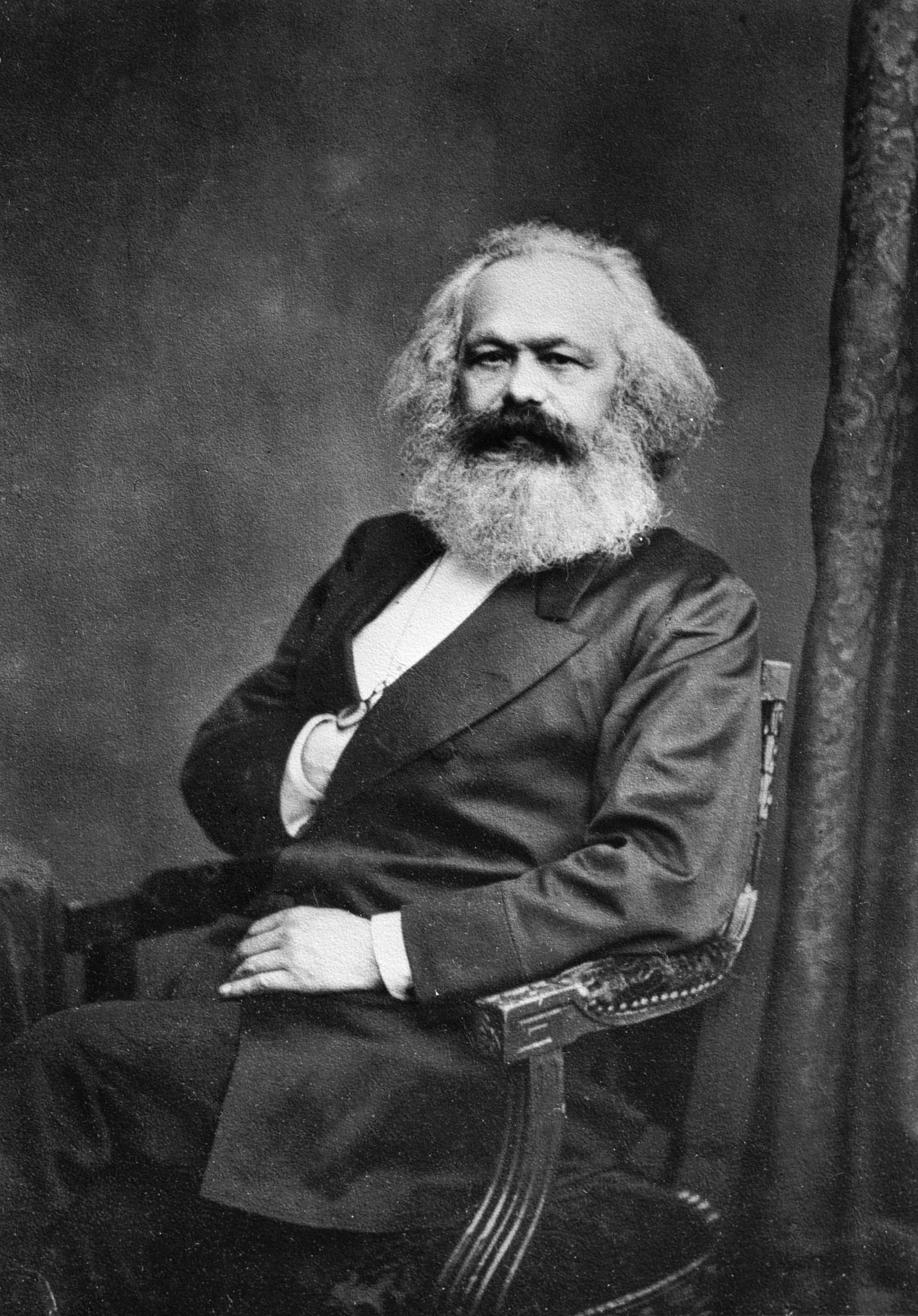
Karl Marx

Nelle sue opere, Thierry analizza il concetto di nazione, ne studia i caratteri moderni e prefigura scenari per l'avvenire. Le sue elaborazioni si incontrano con quelle di Saint-Simon, che ne L'industrie (di cui Des nations et de leurs rapports mutuels è parte) delinea la fisionomia del nuovo sistema industriale che supera gli orientamenti nostalgici delle classi dominanti prefigurando un avanzamento della borghesia produttiva. Questa classe, secondo lo storico, deve guidare al riscatto rovesciando il vecchio ordine e – seguendo le teorie di John Millar – si deve far carico di instaurare un regime costituzionale e di favorire un'economia di stampo liberista. Thierry considera questa tendenza un segnale di modernità e una naturale evoluzione dell'umanità in cui gli individui tendono a far emergere l'interesse collettivo, propulsore di progresso della società. La visione dello storico è guidata da profondo ottimismo nello sviluppo del genere umano. Thierry sostiene che, non procedendo tutti i popoli a uguale velocità verso il benessere e la libertà, è necessario creare una coalizione fra nazioni ricche e operose; ciò assicurerebbe la pace fra le nazioni in via di sviluppo e che perciò non hanno interesse alla guerra. Nel medesimo elitarismo lo storico incorre quando afferma che quella parte ristretta e consapevole di società che guarda ai principi illuministici dovrà educare la restante popolazione.